# Seldon Connor

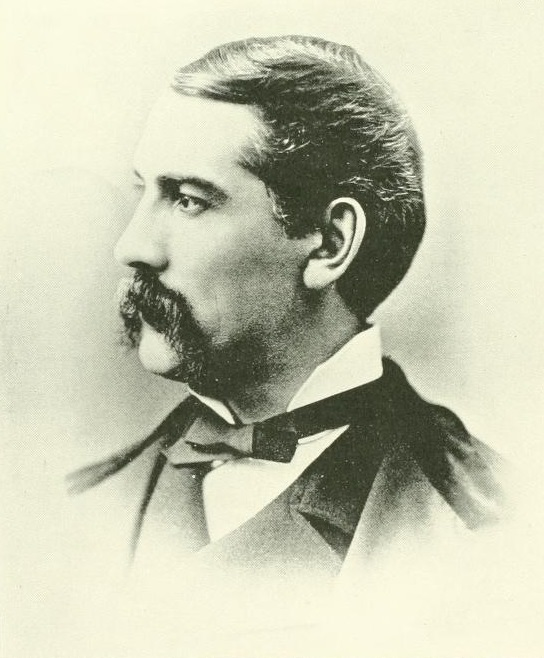
Seldon Connor

Seldon Connor (* 25. Januar 1839 in Fairfield, Somerset County, Maine; † 9. Juli 1917) war ein US-amerikanischer Politiker und von 1876 bis 1879 Gouverneur von Maine.

## Frühe Jahre
Seldon Connor besuchte die örtlichen Schulen seiner Heimat und dann bis 1859 das Tufts College. Anschließend studierte er Jura in Vermont. Während des Amerikanischen Bürgerkriegs diente er in der Unionsarmee, in der er es bis zum Brigadegeneral brachte.

## Politischer Aufstieg und Gouverneur von Maine
Seit 1868 arbeitete Connor in der Finanzverwaltung des dritten Bezirks in Maine. Im Jahr 1875 wurde er als Kandidat der Republikanischen Partei zum neuen Gouverneur von Maine gewählt. Nach einigen Wiederwahlen konnte er zwischen dem 5. Januar 1876 und dem 8. Januar 1879 als Gouverneur amtieren. In dieser Zeit setzte er sich für ein Prohibitionsgesetz ein. Er war gegen Landzuweisungen an Eisenbahngesellschaften und unterstützte die Idee für ein kostenloses Schulsystem. Außerdem wurden im öffentlichen Dienst Reformen durchgeführt. Im Jahr 1878 scheiterte sein Versuch einer erneuten Wiederwahl.

## Weiterer Lebenslauf
Zwischen 1882 und 1886 und nochmals von 1897 bis 1912 war Connor Angestellter der Bundesrentenkasse (US Pension Agent). Zwischen 1887 und 1892 war er Präsident der Northing Banking Company und von 1893 bis 1897 war er als Adjutant General bei der Landesregierung von Maine angestellt. Seldon Connor starb am 9. Juli 1917 und wurde in Augusta begraben. Er war mit Henrietta White verheiratet.